# Relutância magnética
Em circuitos magnéticos, a relutância magnética é a grandeza física análoga à resistência em circuitos elétricos. O termo foi criado em maio de 1888 por Oliver Heaviside. A expressão resistência magnética foi mencionada pela primeira vez por James Joule e o termo força magnetomotriz (FMM) foi criado por Bosanquet.

## Definição
A relutância magnética é expressa por:
{\displaystyle {\mathcal {R}}={\frac {\mathcal {F}}{\varPhi }}} .
Nessa expressão, {\displaystyle {\mathcal {R}}} é a relutância em ampère-espiras por weber (uma unidade que equivale a espiras por henry), {\displaystyle {\mathcal {F}}} é a força magnetomotriz (FMM) em ampère-espiras e {\displaystyle \varPhi } é o fluxo magnético em webers.
A relutância de um circuito magnético uniforme pode ser calculada como:
{\displaystyle {\mathcal {R}}={\frac {l}{\mu _{0}\mu _{r}A}}={\frac {l}{\mu A}}} .
Nessa expressão {\displaystyle l} é o comprimento do circuito em metros, {\displaystyle \mu _{0}} é a permeabilidade do vácuo, igual a {\displaystyle 4\pi \times 10^{-7}\,{\text{H/m}}} (henrys por metro), {\displaystyle \mu _{r}} é a permeabilidade magnética relativa do material (adimensional) e {\displaystyle A} é a área da secção transversal em metros quadrados.
O inverso da relutância é chamado permeância:
{\displaystyle {\mathcal {P}}={\frac {1}{\mathcal {R}}}} .